# Sečanj
Sečanj (srbskou cyrilicí Сечањ, maďarsky Torontálszécsány, rumunsky Seceani, německy Setschan) je město a správní středisko stejnojmenné opštiny v Srbsku ve Středobanátském okruhu. Leží ve Vojvodině, jižně od řeky Timiș, blízko hranic s Rumunskem, asi 29 km východně od Zrenjaninu a asi 56 km severozápadně od Vršace. V roce 2011 žilo v Sečanji samotném 2 373 obyvatel, v celé opštině pak 13 267 obyvatel. Název Sečanj pochází ze slovanského označení pro leden, které se dochovalo například v chorvatštině (siječanj).
Opština zahrnuje dvě města (Sečanj a město Jaša Tomić, dříve nazývané Modoš) a devět vesnic: Banatska Dubica, Boka, Busenje, Jarkovac, Konak, Krajišnik, Neuzina, Sutjeska a Šurjan.